# 卡布雷拉
卡布雷拉是葡萄牙埃武拉区的一个堂区。总面积194.84平方公里，总人口703人，人口密度3.6人/平方公里。